# Lobophytum pauciflorum
Lobophytum pauciflorum is een zachte koraalsoort uit de familie Alcyoniidae. De koraalsoort komt uit het geslacht Lobophytum. Lobophytum pauciflorum werd in 1834 voor het eerst wetenschappelijk beschreven door Ehrenberg. 